# Đội quân đất nung

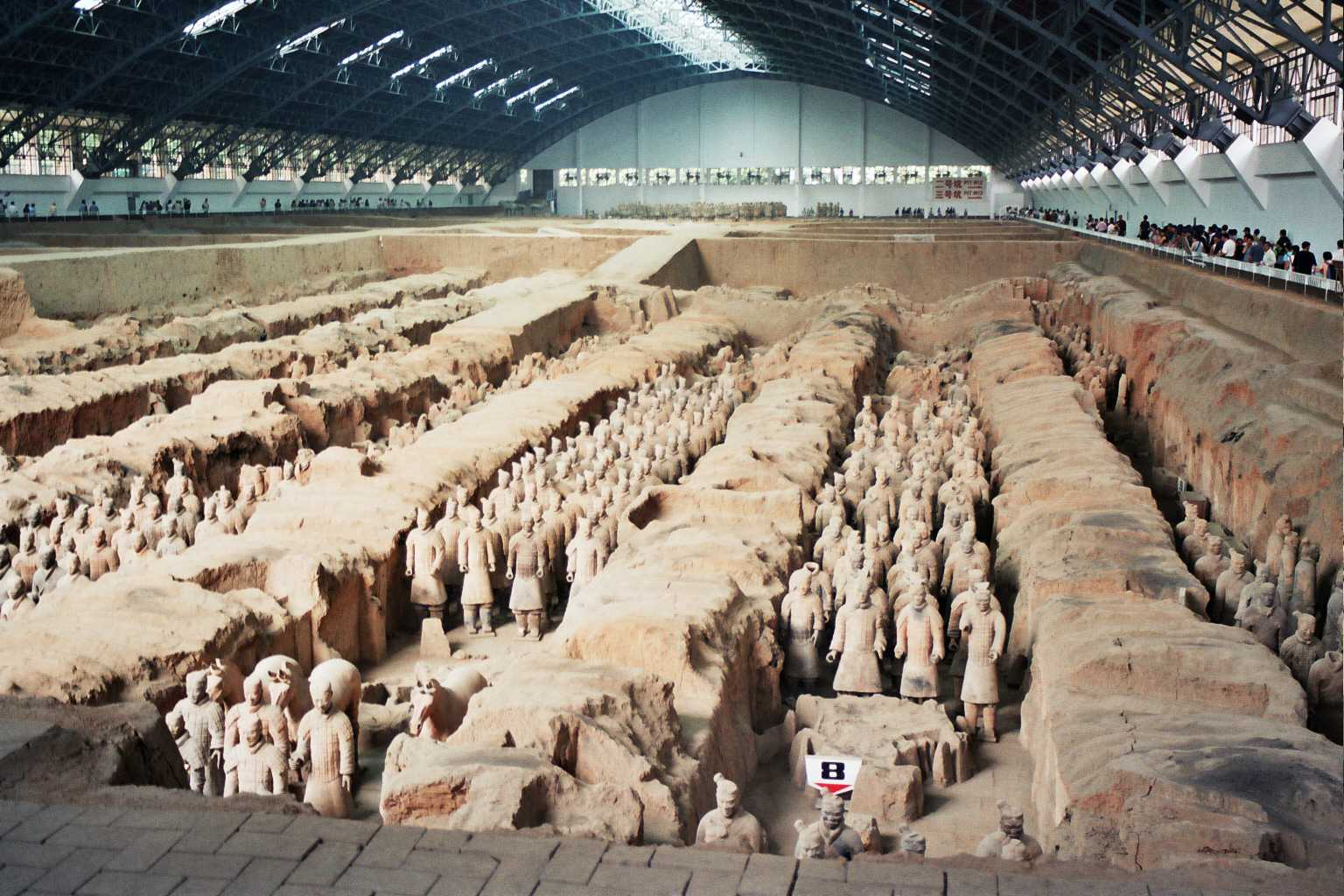
Khu khai quật lớn nhất được phát hiện.

Đội quân đất nung hay Tượng binh mã Tần Thủy Hoàng (tiếng Hoa phồn thể: 兵馬俑; tiếng Hoa giản thể: 兵马俑; pinyin: bīng mǎ yǒng; Hán-Việt: Binh mã dũng, có nghĩa là "Tượng đội quân và ngựa") là một quần thể tượng người, ngựa bằng đất nung gần Lăng mộ Tần Thủy Hoàng. Đội quân đất nung được phát hiện ngày 29 tháng 3 năm 1974 gần thành phố Tây An, tỉnh Thiểm Tây, tây bắc Trung Quốc.

## Giới thiệu
Đội quân đất nung được chôn theo Hoàng đế Tần Thủy Hoàng của nhà Tần, trong thời gian 210-209 trước Công nguyên.
Đội quân đất nung được phát hiện ngày 29 tháng 3 năm 1974 khi một người nông dân đào giếng ở phía Đông Lệ Sơn ở nơi có khoảng cách 1,6 kilômét (0,99 mi) phía đông mộ Tần Thủy Hoàng.

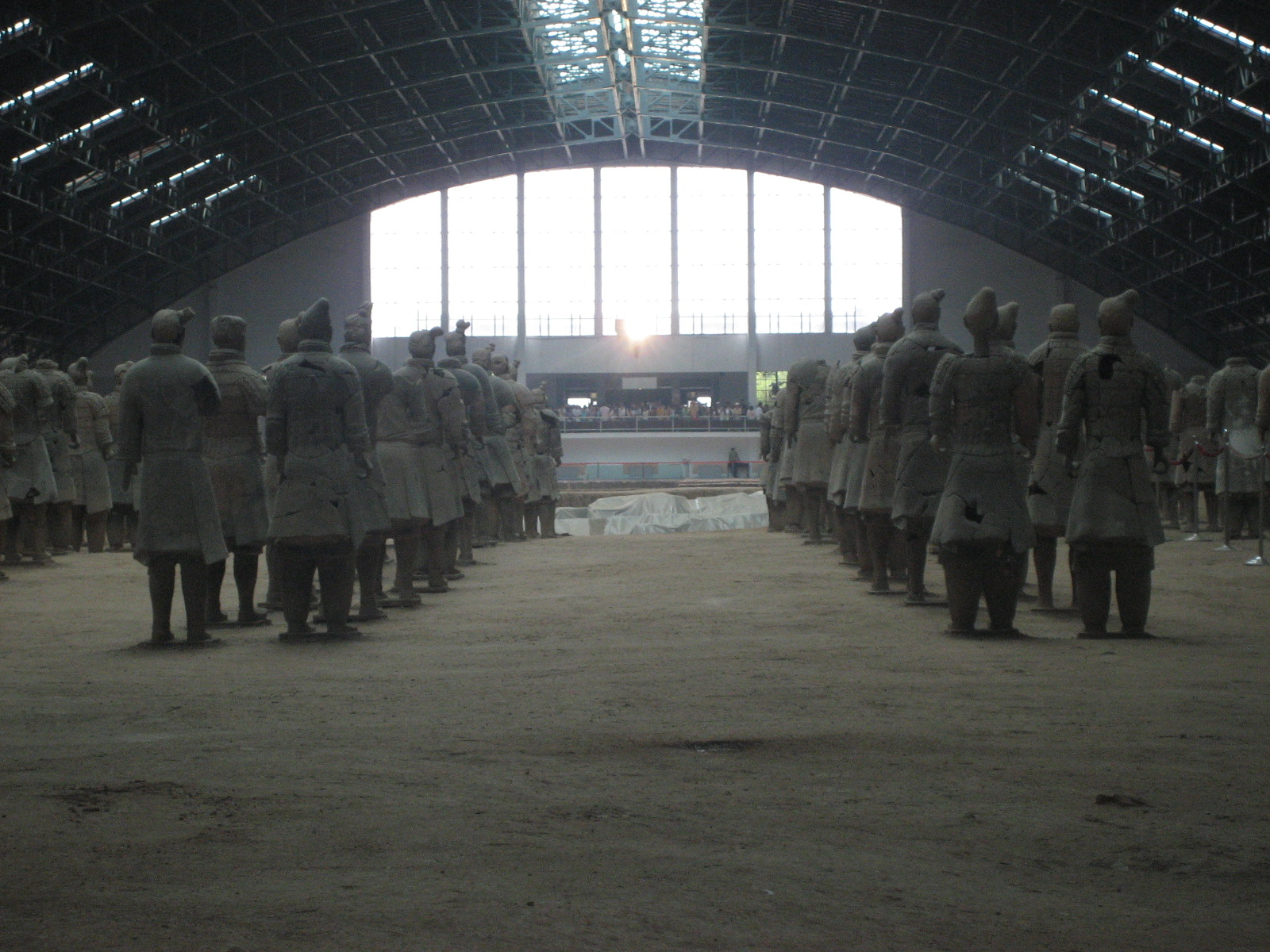
Cảnh nhìn từ đằng sau của những chiến binh đất nung tại khu vực khai quật.

Theo sách sử, việc xây dựng lăng mộ Tần Thủy Hoàng bắt đầu năm 246 trước Công nguyên và sử dụng đến 700.000 nhân công và thợ thủ công trong 38 năm. Hoàng đế Tần Thủy Hoàng được chôn trong quan tài cùng với nhiều ngọc ngà châu báu, nhiều tác phẩm thủ công và một mô hình vũ trụ hoàn chỉnh được khảm ngọc và đặt trong dòng thủy ngân dùng để biểu tượng cho dòng sông đang chảy hoặc có thể dùng để diệt khuẩn và gây độc chết người về sau cho người muốn phá mộ. Những viên trân châu được đặt trên nóc mộ dùng để biểu tượng cho những ngôi sao và các hành tinh. Những khai quật gần đây cho thấy có một lượng thủy ngân cao trong đất của núi Lệ Sơn xác nhận sự trùng hợp với sách cổ.
Lăng mộ Tần Thủy Hoàng gần giống như một kim tự tháp bằng đất cao 76 m và rộng gần 350 m². Cho đến nay lăng mộ này vẫn chưa được khai quật. Trung Quốc đang có kế hoạch xây tường bao và mái bảo vệ khu lăng mộ tránh bị xâm thực của thiên nhiên.
Khu lăng mộ Tần Thủy Hoàng đã được thiết kế như một tổ hợp các cung điện đền đài bao quanh bởi thành quách. Để giữ bí mật thông tin về lối vào mộ và của cải trong đó nhà Tần đã giết hết lực lượng tham gia xây dựng khu lăng mộ bằng cách bít đường ra vào lăng mộ và chôn sống họ cũng như giết hết một số người liên quan đến việc chôn sống này. Đội quân đất nung được xây dựng kế bên nhằm mục đích bảo vệ cho Tần Thủy Hoàng sau khi ông qua đời.
Người ta đã phát hiện thấy mức thủy ngân cao trong đất ở gò đất mộ, đã minh chứng cho ghi chép của Tư Mã Thiên.
Các ghi chép lịch sử sau này cho rằng ngôi mộ đã bị Hạng Vũ cướp phá. Tuy nhiên, đã có những dấu hiệu cho thấy ngôi mộ đã không bị cướp bóc.

## Khảo cổ

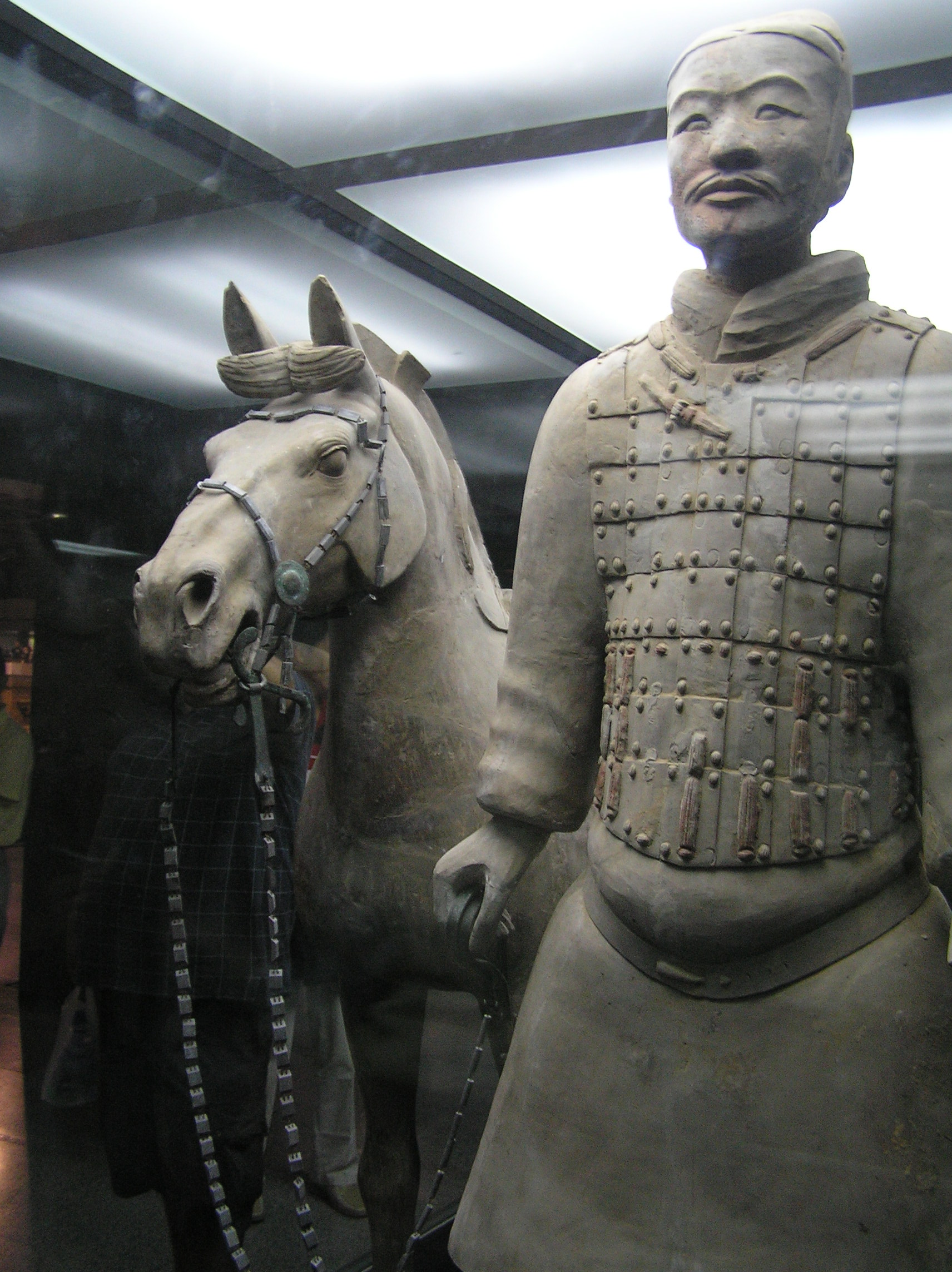
Một tượng binh mã

Kể từ khi được phát hiện ra năm 1974, việc khai quật khảo cổ vẫn được tiến hành trong thời gian qua. Việc khai quật kéo dài do binh mã bằng đất nung rất dễ vỡ và việc bảo vệ những bức tượng này rất khó khăn (bị phong hóa, bị vi khuẩn phá hoại...). Những tượng binh mã được nặn từ đất sét, nung trong lò ở nhiệt độ thấp, sau khi nung xong được phết một lớp sơn lên bên ngoài để tăng độ bền. Khuôn mặt, kích cỡ, màu sơn theo các nhà khảo cổ không có tượng nào giống nhau, sống động như đội quân thật.
Cho đến nay đã có 8.099 pho tượng đã được khai quật ra khỏi lòng đất. Các bức tượng người có lính bộ binh, cung thủ, các tướng lĩnh trong tư thế đứng thẳng hoặc cúi mình cầm cung, kích, giáo, mác, gươm bọc đồng... đây là những vũ khí được sử dụng ở Trung Hoa thời đó. Ngoài tượng binh mã, tượng xe ngựa có kích cỡ và tinh xảo như thật cũng được phát hiện trong khu tượng binh mã. Quần thể tượng được đặt trong 3 hầm mộ riêng biệt, hầm mộ thứ 4 là hầm trống. Người ta cho rằng, hầm mộ thứ nhất có pho tượng 6000 binh mã, là đội quân chủ lực của Tần Thủy Hoàng. Hầm mộ thứ nhất nằm mặt Tây của Lăng mộ. Hầm mộ thứ hai chứa khoảng 1400 pho tượng kị binh và bộ binh đi cùng xe ngựa, đây được xem là đội cảnh binh, trên diện tích 19.659 m². Hầm mộ thứ ba là đội chỉ huy các cấp khác nhau và một xe tứ mã trên diện tích 1524 m² có 68 pho tượng.

## Hình ảnh

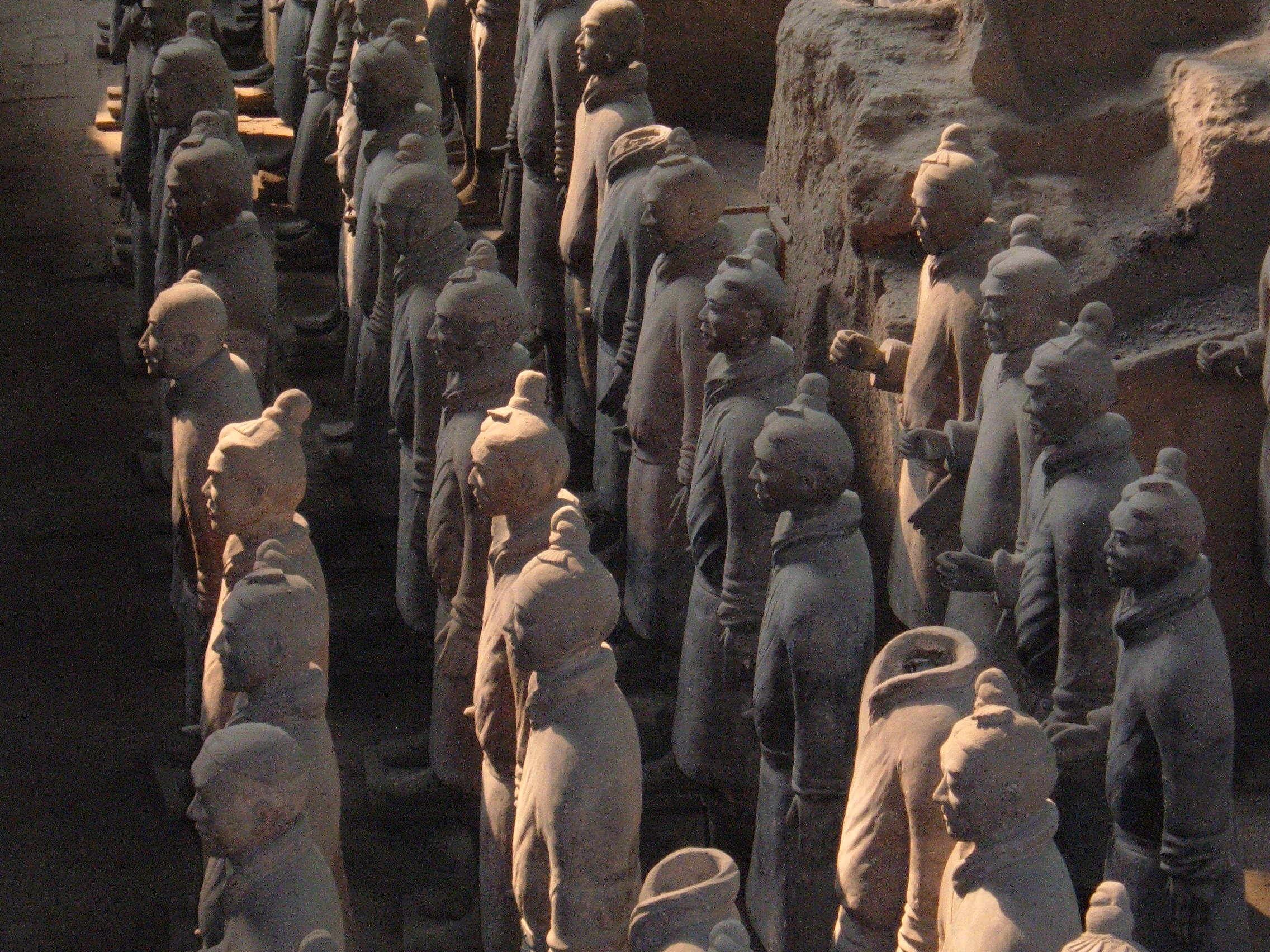
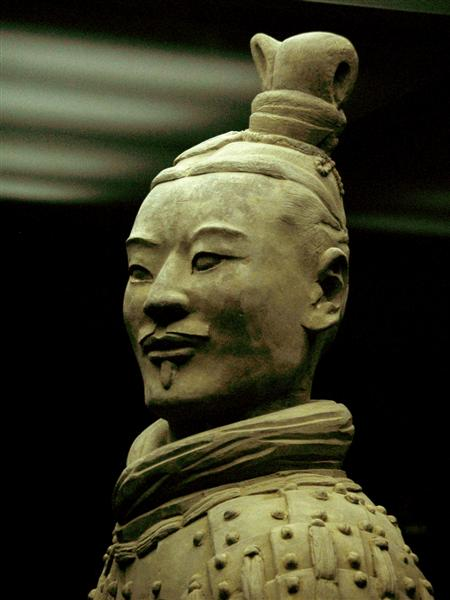
Đầu của một cung thủ
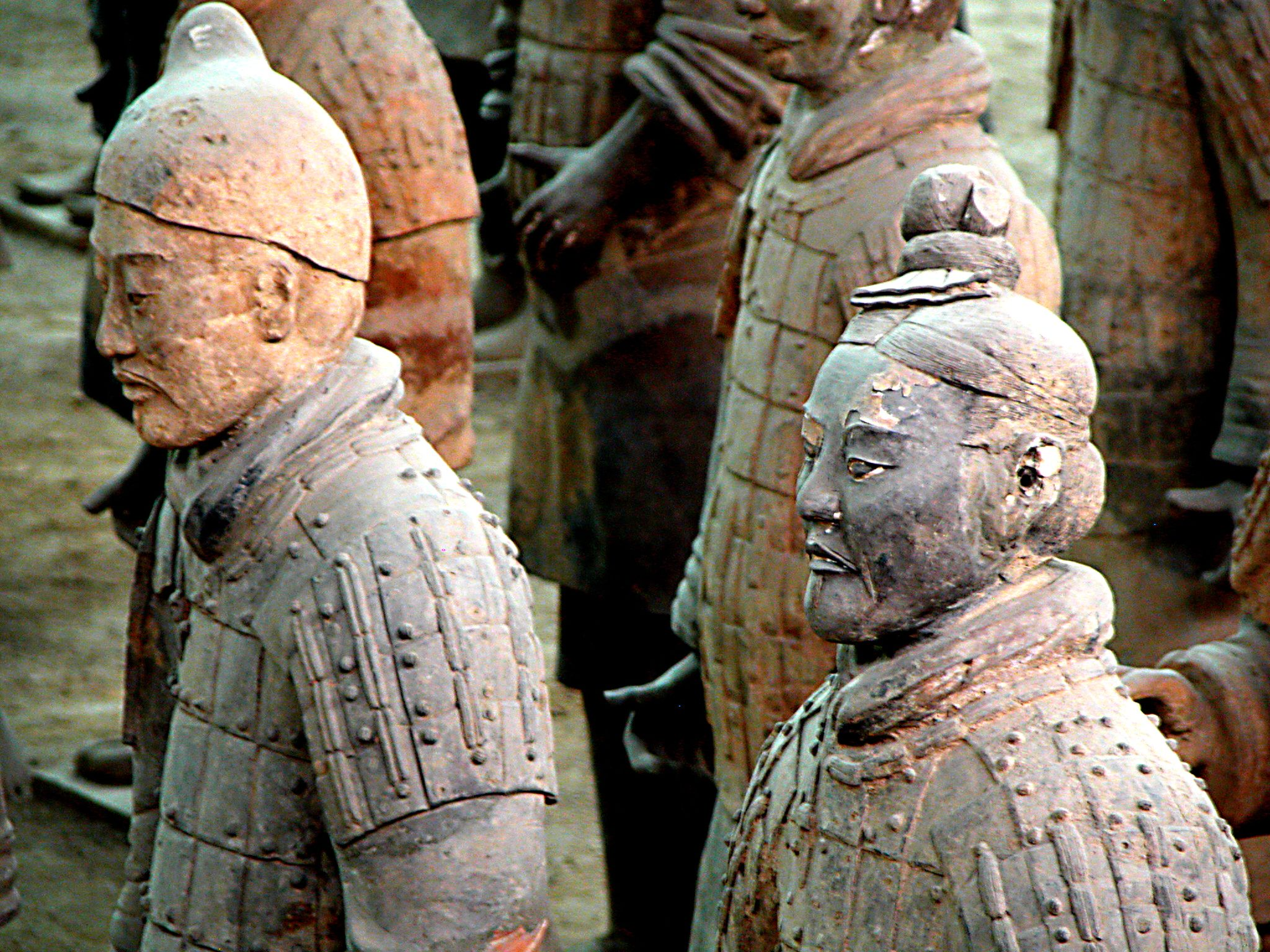
Khuôn mặt của mỗi người lính được tạo ra là độc nhất.[cần dẫn nguồn]
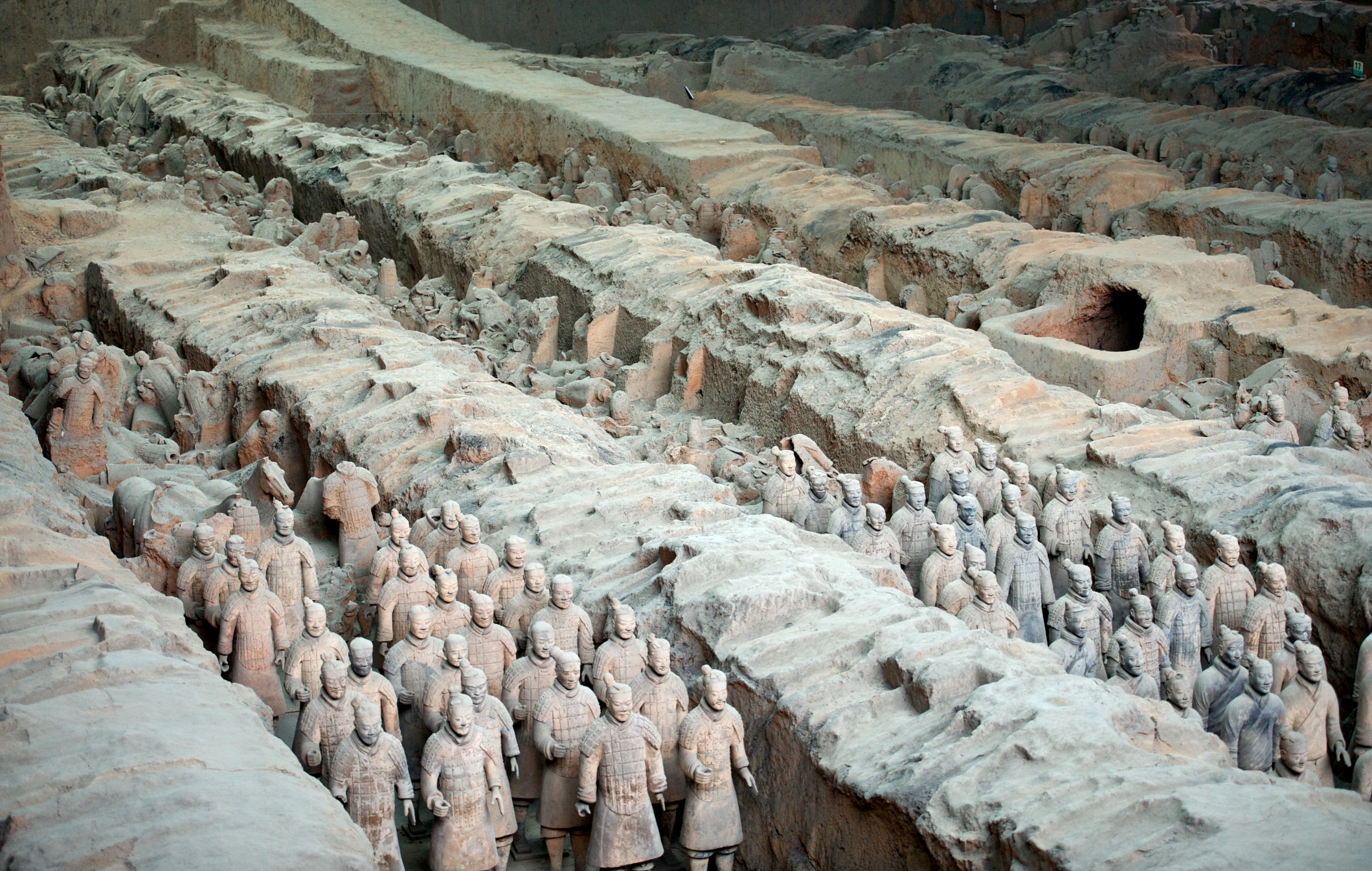
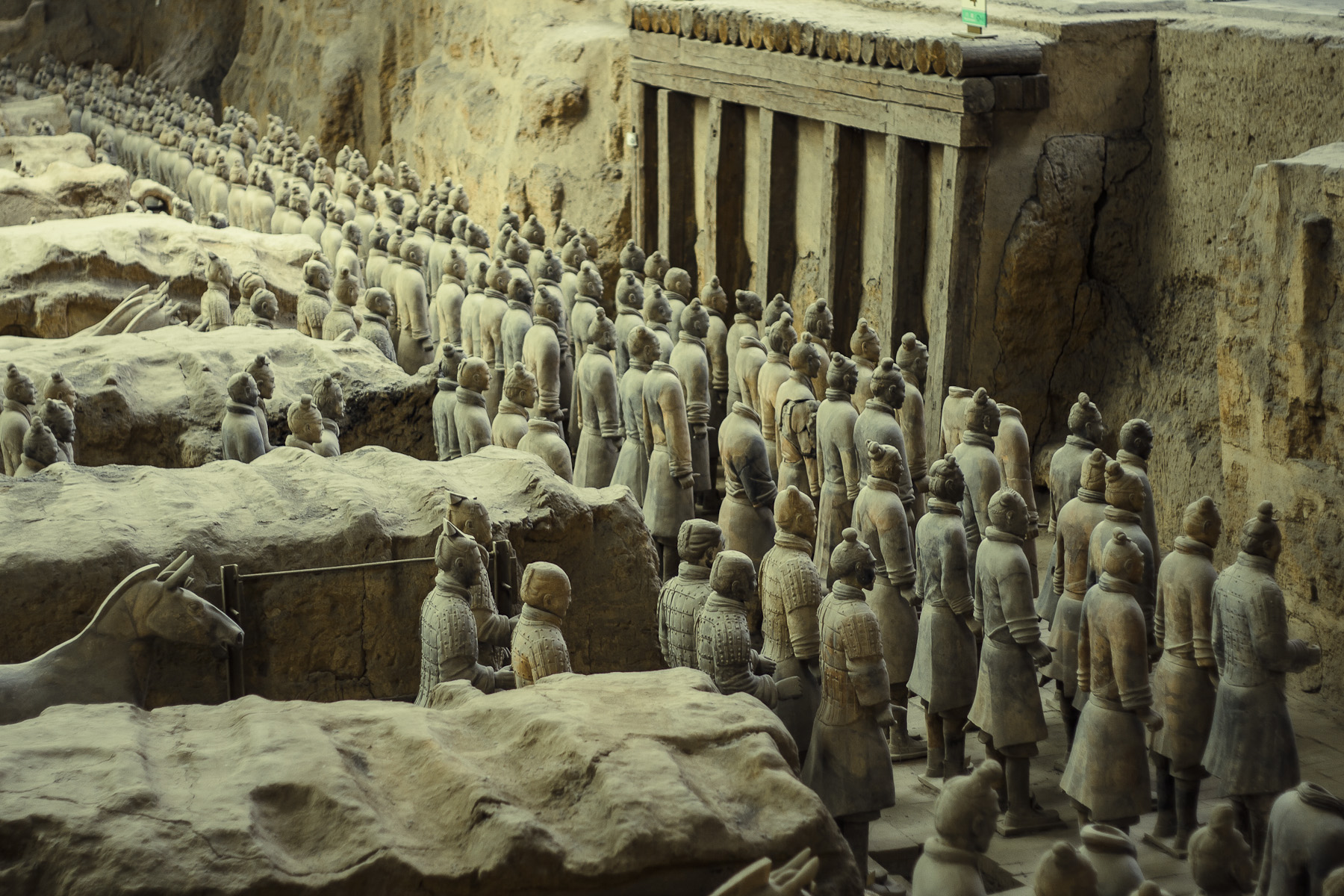
Đội hình chiến binh từ phía sau
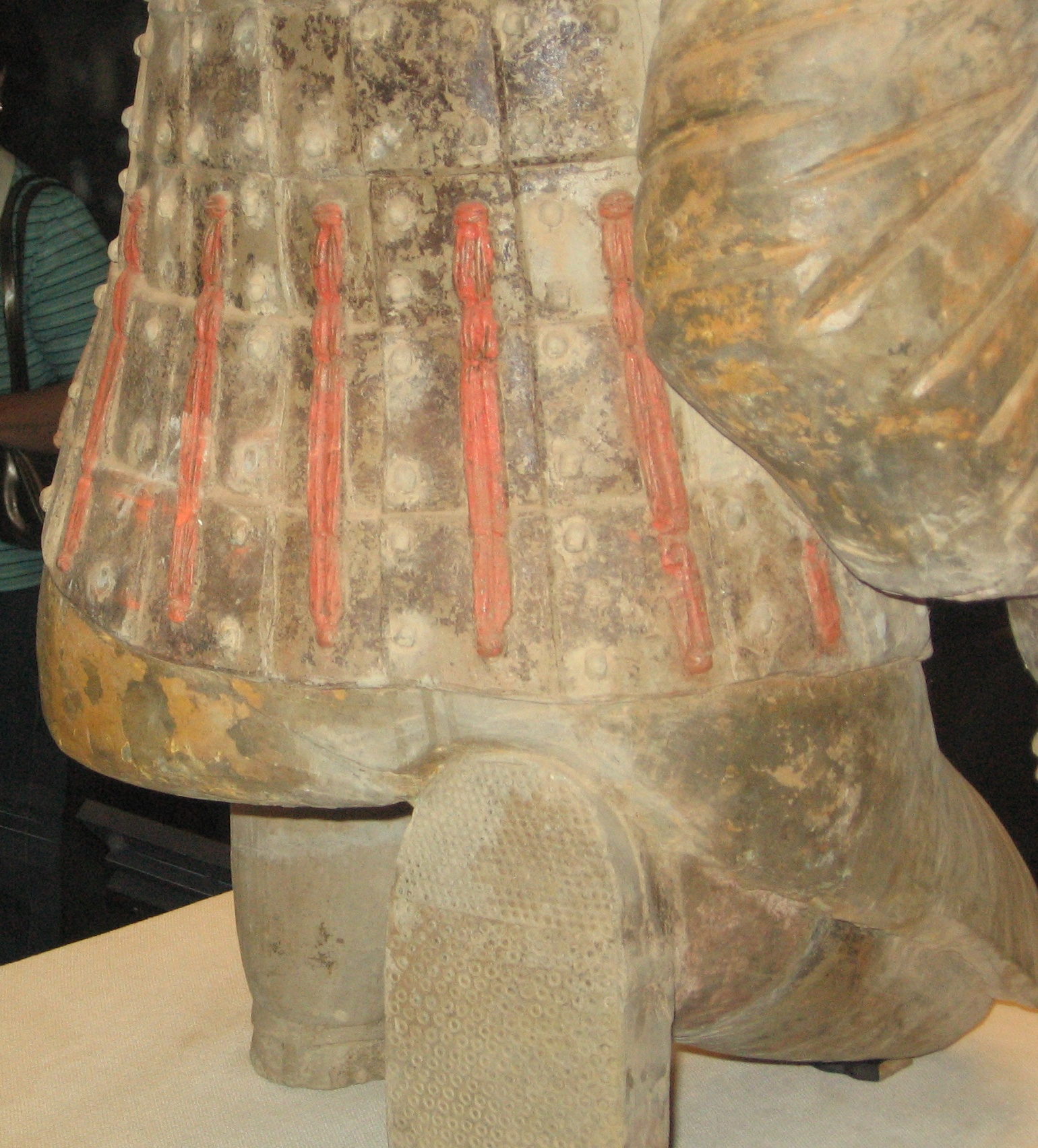
Các chiến binh đất nung đã từng được vẽ sơn màu nhưng ngày nay chỉ có một số ít tượng chứa một lượng nhỏ sơn.[cần dẫn nguồn] chú ý về các chi tiết được đưa vào đế giày của chiến binh.
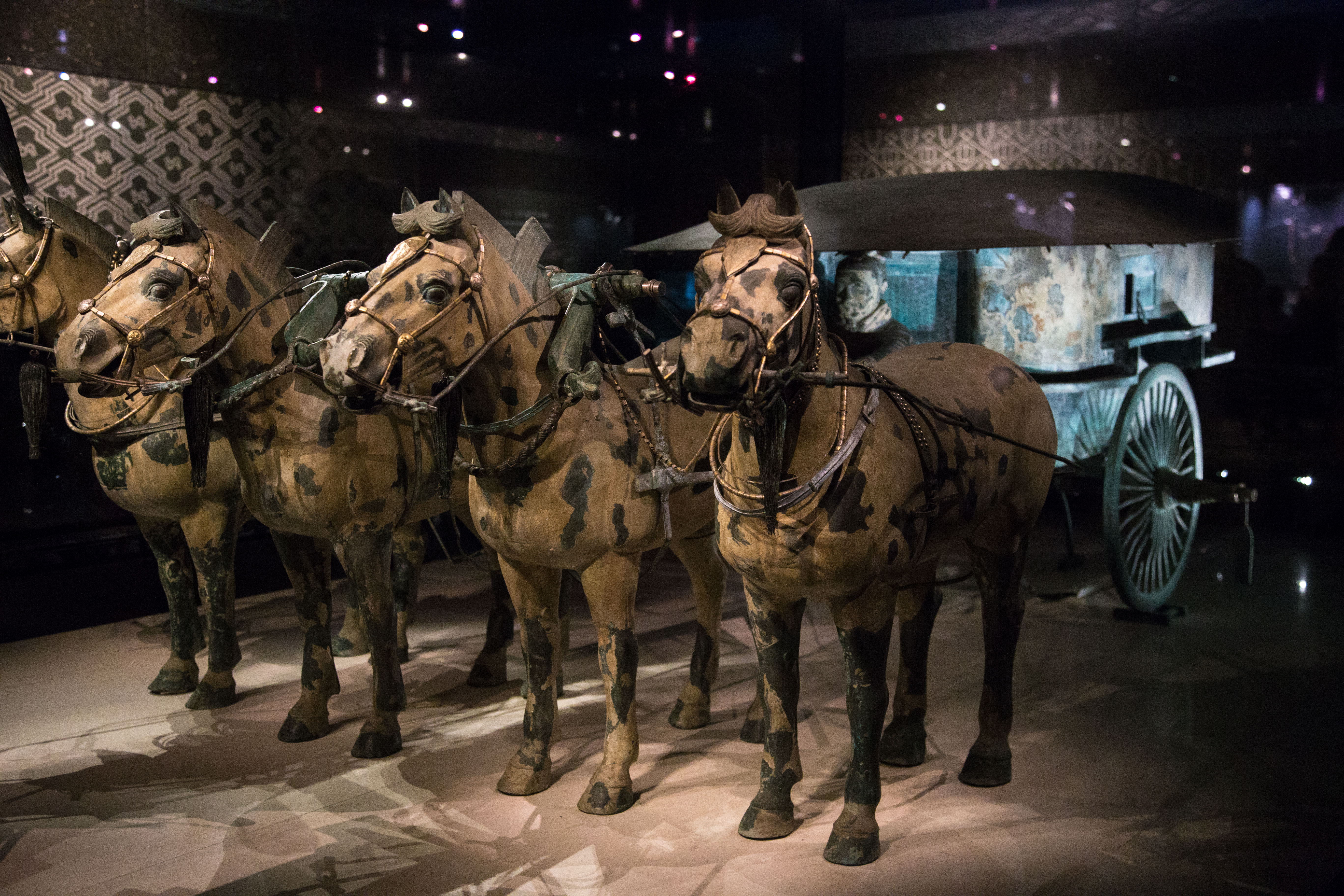
Cỗ xe bằng đồng dành cho vị hoàng đế.
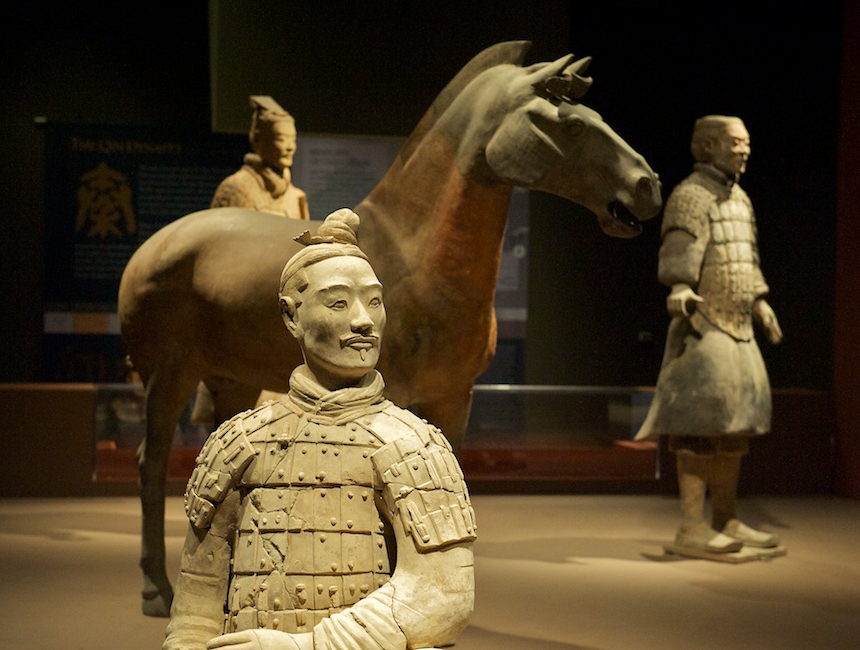
Ngựa đất nung và nhóm chiến binh
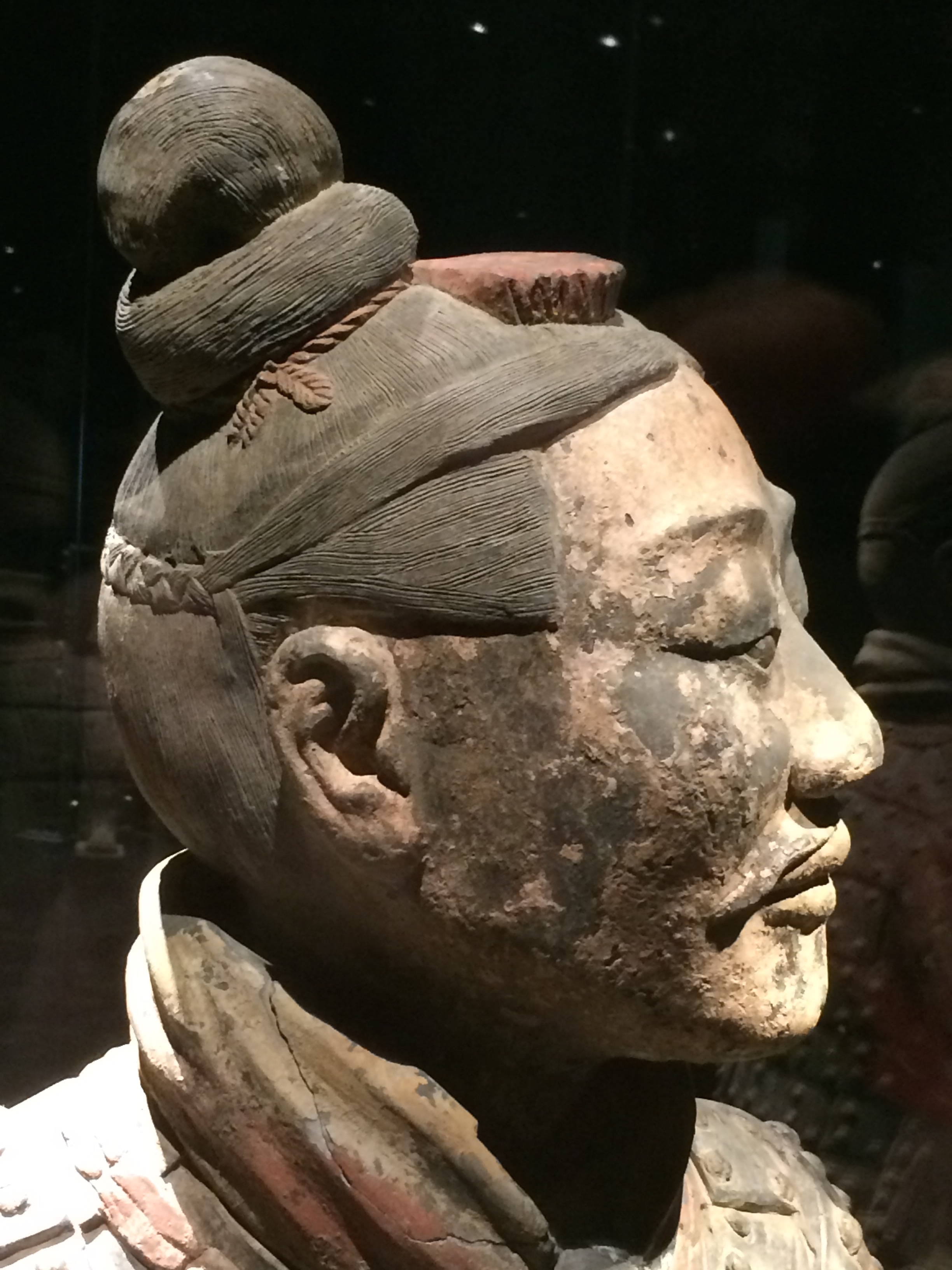
Đầu của một cung thủ cho thấy các chi tiết tóc tai và phụ kiện.
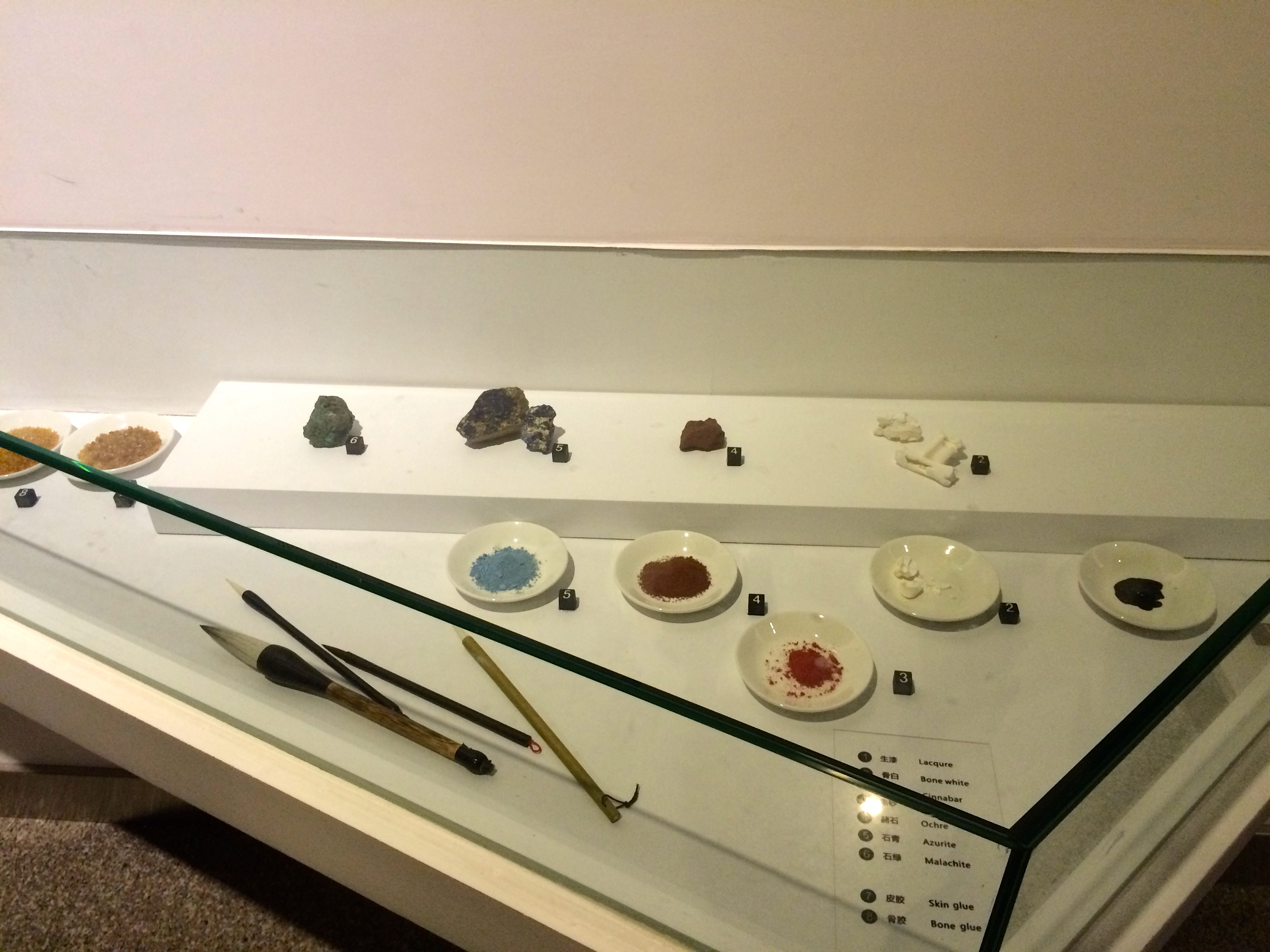
Các yếu tố được sử dụng trên các chiến binh đất nung.
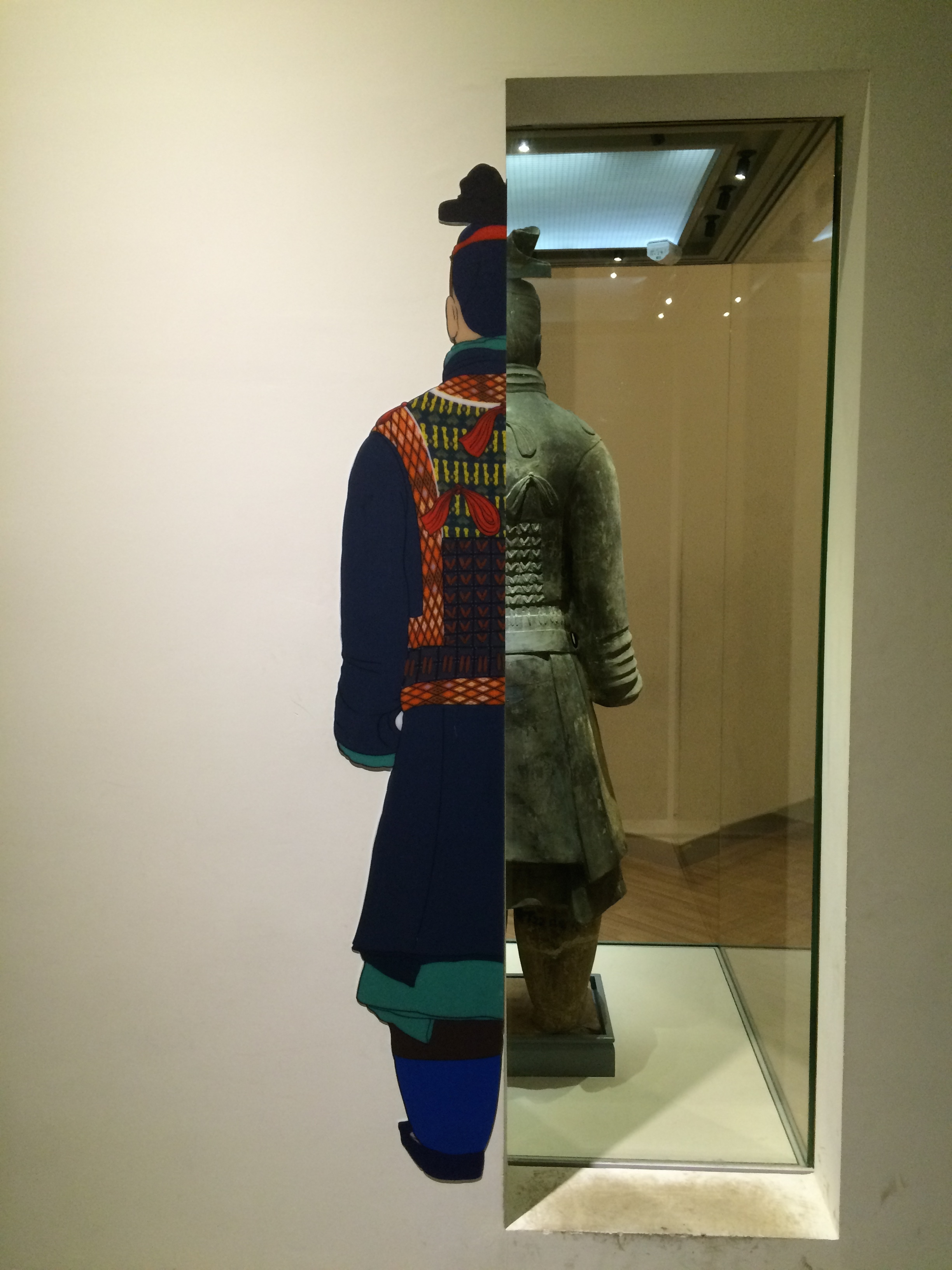
Màu nguyên gốc trên các chiến binh.
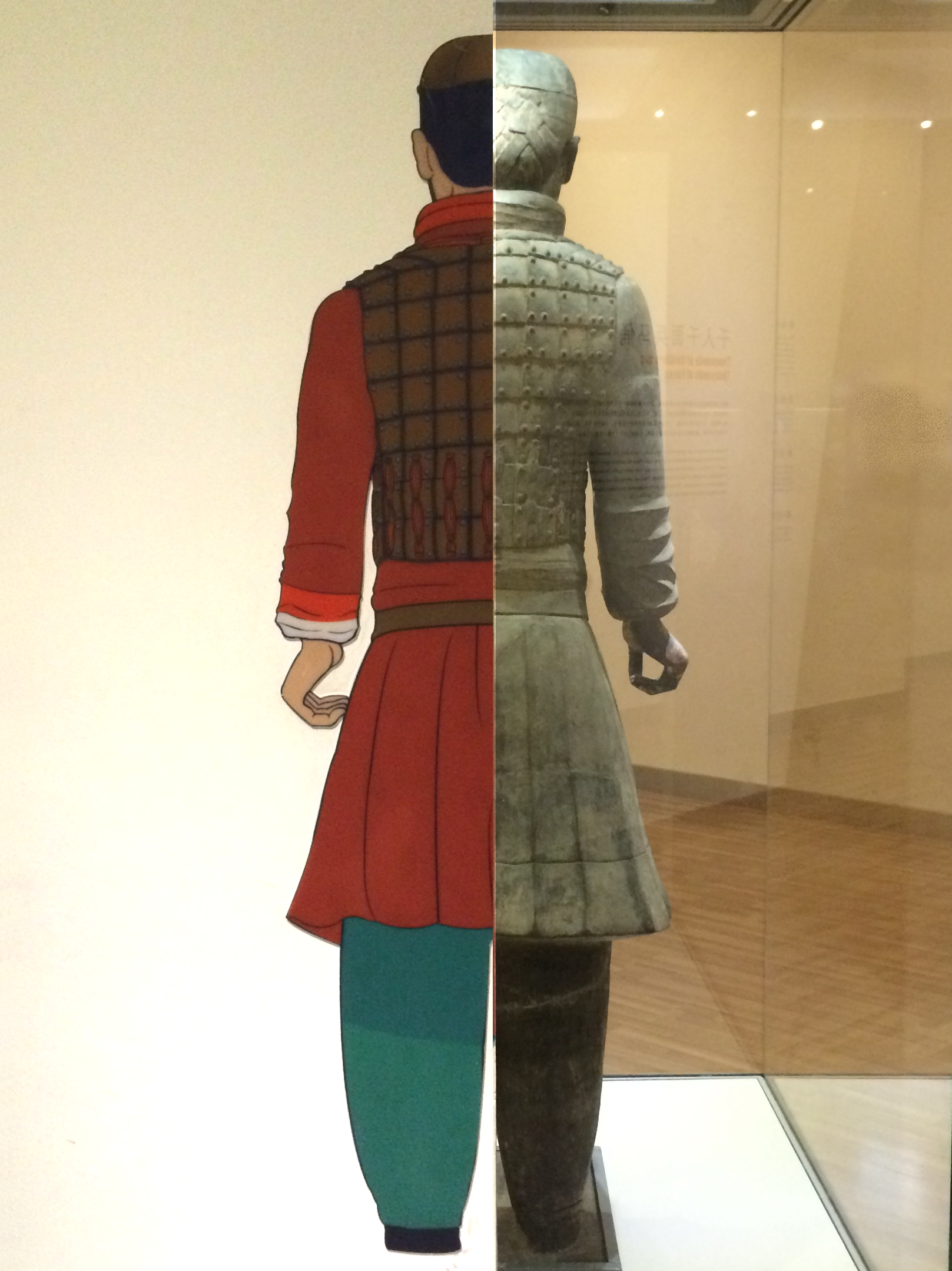
Màu nguyên gốc trên các chiến binh.
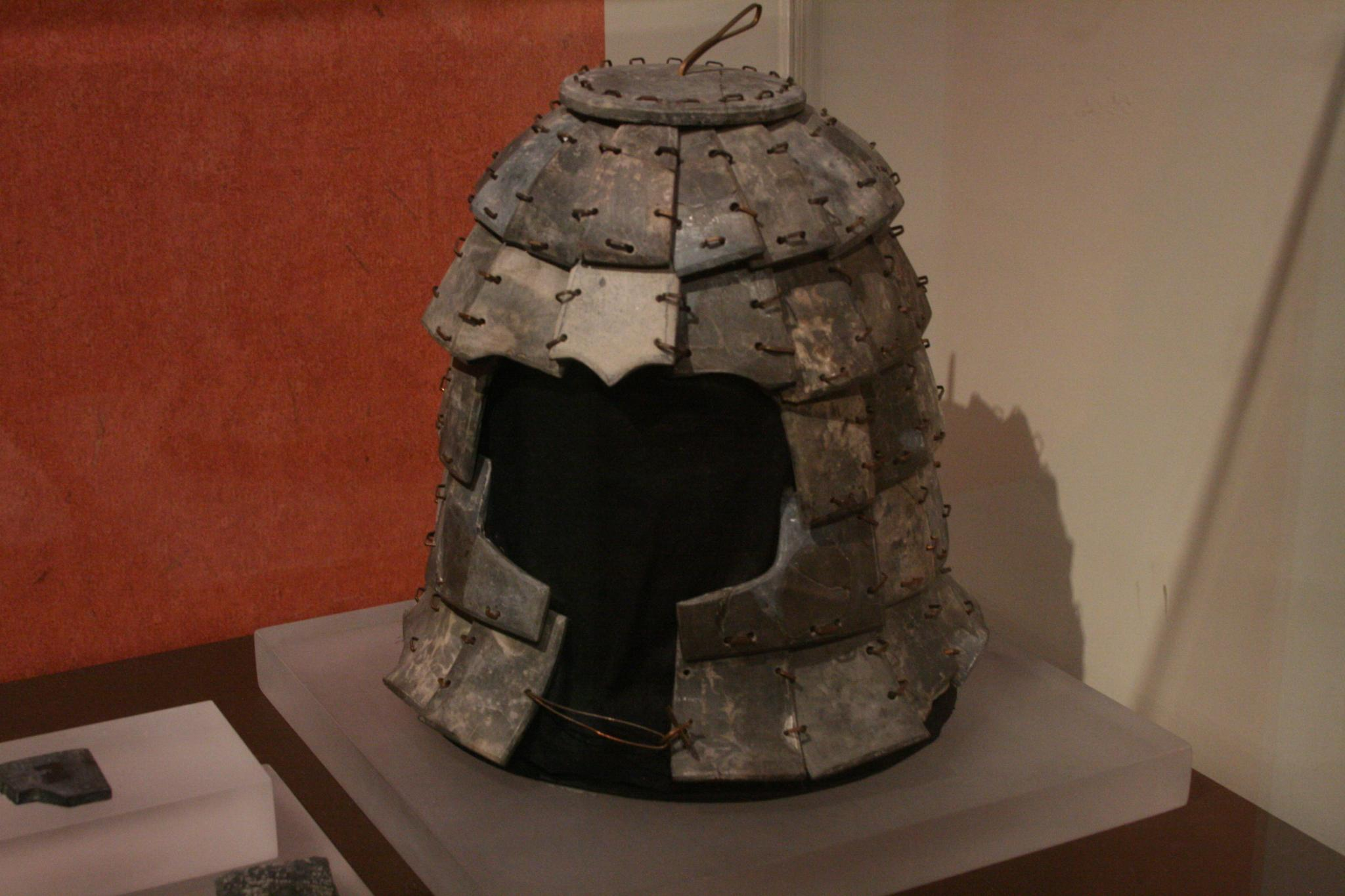
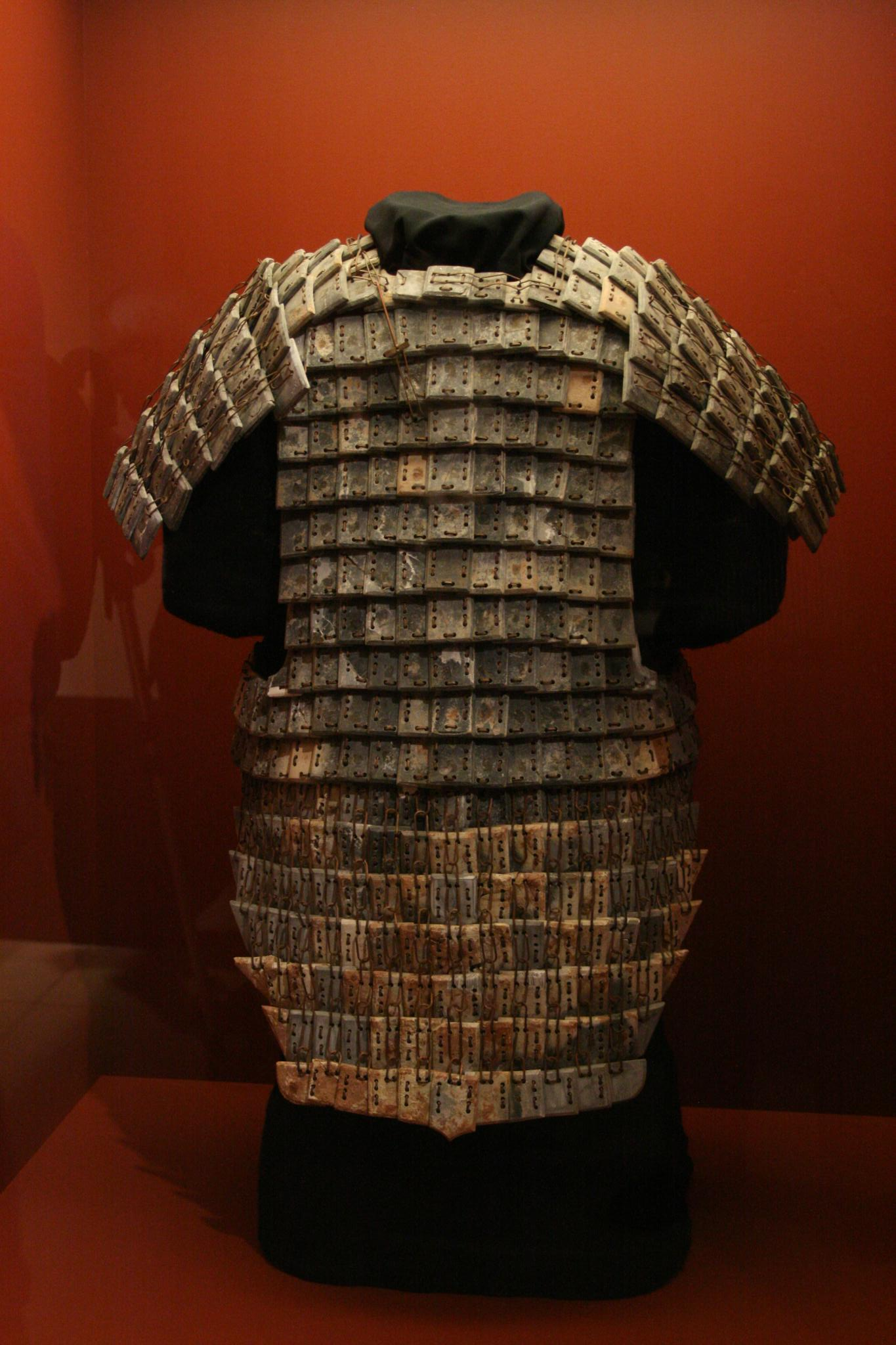
Áo giáp bằng đá được trưng bày trong Bảo tàng National Geographic.